# Damir Poša
Damir Poša je hrvatski kantautor, skladatelj, šansonijer, skladatelj televizijske i filmske glazbe. Na hrvatskoj glazbenoj pozornici djeluje preko 40 godina (stanje prosinca 2023.). Rodom je s otoka Korčule. Danas živi i radi u Zagrebu.

## Životopis
S Korčule je otišao 1979. u Zagreb. Ondje je pohađao srednju glazbenu školu na odjelu gitare. Dok je bio u srednjoj školi, osnovao je dvojac Damir i Nikola. Dvojac je nastupao po zagrebačkim klubovima. 
Već onda pisao je skladbe koje je snimao za HRT-ovu glazbenu proizvodnju. Uskoro je nastupao na televiziji i drugdje u javnim nastupima. 
Od 1985. godine djeluje kao samostalni kantautor, što ga nije udaljilo od suradnje s HRT-om za koji je i dalje snimao svoje skladbe. Surađivao je s poznatim hrvatskim glazbenicima Vedranom Božićem, Ismetom Kurtovićem, Vanjom Liskom, Dragom Mlinarcem, Branetom Živkovićem i inima. To petogodišnje razdoblje koje je trajalo do 1990. godine obilježilo je mnoštvo skladba koje je snimio za HRT. Od 1997. piše glazbu za filmove, a od iste je godine članom Hrvatskog društva skladatelja.
2022. predstavio svoju knjigu “Moj ludi plan”, s više od dvjesto pedeset pjesama, nizom fotografija i CD-om “AcousticCollection, Live in Vienna & Zagreb”, u nakladi Hrvatskog književnog društva Rijeka.
Objavio je samostalne albume:
- Pjesme, Orfej, 1993.
- Navijork, Orfej, 1995.
- Bez obaveza, Croatia Records, 1997.
- U plamenu vremena, Croatia Records, 1999.
- Kolekcija pjesama, Croatia Records, 2000.
- Suzy (Thomastik Infeld)
- Pjesme sa zapadne strane, Dinaton, 2001.
- Unpluged, Dinaton, 2002.
- Može i ovako, Euroton, 2005.
- Kolekcija, Dinaton, 2007.
- Brodovi su kao ljudi, Dinaton-Fanatik, 2009., promocija na Zagrebfestu
- Live in Wienna (album uživo), Cantus, 2010.
- Damir Poša Live in Zagreb (album uživo), CD i DVD, Cantus, 2012.
- Ples na žici, Cantus, 2014.
- Live at Home Korčula, Thomastik-Infeld GmbH, 2015.
- 3 oštre crte osjećanja Cantus, 2017.
- Dokument (album uživo), Tomastik, 2018.
- Moj ludi plan još traje, Cantus. 2021.
- Ogoljeno – Unplugged, Only Records, 2022.
- Na početku, Damir Poša i Vedran Božić, Only Records, 2024.

## Vanjske poveznice
- Službene stranice  Arhivirana inačica izvorne stranice od 27. studenoga 2012. (Wayback Machine)
- ZAMP[neaktivna poveznica] Pošine skladbe
- KGZ Damir Poša: Koncert šansone